# Joseph Mbede
Joseph Mbede est un médecin et homme politique camerounais né le 27 juillet 1936 et décédé le 19 mars 2019. Il est ministre de la Santé de 1988 à 1994 et ministre de l'Environnement et des forêts de 1996 à 1997.

## Biographie

### Enfance et études
Joseph Mbede nait le 27 juillet 1936 à Nkoltsit dans la commune de Soa, Région du centre Cameroun. Son père est un infirmier. Il est le deuxième d’une fratrie de trois enfants. Il fait ses études secondaires au Collège François-Xavier-Vogt, de 1950 à 1957. Après l’obtention de son baccalauréat scientifique, il part poursuivre ses études médicales à Strasbourg. En 1968, il obtient son doctorat avec le titre Spécialiste de pédiatrie et Puériculture. Il travaille quelque temps dans des hôpitaux de Strasbourg en tant qu’assistant puis chef de clinique ,.

### Carrière professionnelle
En 1970, Mbede rentre au Cameroun et travaille à l’hôpital central de Yaoundé où il crée le Pavillon Baudeloque, premier service de pédiatrie de cet hôpital. En 1973, il réussit le concours d’agrégation de pédiatrie à Paris et devient ainsi le premier camerounais agrégé dans ce domaine.  En 1974, il est recruté comme enseignant au Centre universitaire des Sciences de la Santé (CUSS) où il occupe les fonctions de coordinateur de la formation des études médicales de 4ᵉ année (1974-1977) puis de conseiller pédagogique (1977-1978).  À partir de 1978, il devient le directeur du centre hospitalier universitaire de Yaoundé,,.  

### Carrière politique
Joseph Mbede est un militant du rassemblement démocratique du peuple camerounais (RDPC), parti au pouvoir depuis 1982. En 1988, le président Paul Biya le nomme ministre de la Santé publique et plus tard Ministre de la Recherche Scientifique et Technique de 1994 à 1996. Il est ministre de l'Environnement et des forêts de 1996 à 1997,.

## Vie privée
En 1971, il épouse Laurentine Koa Mfegue avec qui il a six enfants.

## Distinction et récompenses
En 1983, la France lui décerne les Palmes Académiques.

## Décès
Joseph Mbede décède le 19 mars 2019 au centre hospitalier universitaire de Yaoundé des suites d'une longue maladie.